# NKザヴルチ
ノゴメトニ・クルブ・ザヴルチ（スロベニア語: Nogometni Klub Zavrč, 英語: Zavrč Football Club）は、スロベニアの北東に位置するシュタイエルスカ地方のハロゼ地区にある基礎自治体であるザヴルチを本拠地としていたサッカークラブである。1969年に創設された。

## スタジアム
1,200人収容のザヴルチ・スポーツパークをホームスタジアムとしている。
2003年に、改修工事を実施し、2013年から2014年にかけてスタジアムの拡大化を行った。
2012年5月に、スロベニア・プルヴァリーガの定めるスタジアムのスペックにあわせる為に、投光照明が導入された。

## タイトル

### 国内タイトル
- スロベニア・セカンドリーグ：1回
  - 2012-13

- スロベニア・サードリーグ：3回
  - 2004-05, 2006-07, 2011-12

- スロベニア・フォースリーグ：2回
  - 2003-04, 2010-11

- スロベニア・フィフスリーグ：1回
  - 2009-10

- スロベニア・シックスリーグ：1回
  - 2008-09

### 国際タイトル
なし

## 過去の成績
| シーズン | リーグ | 順位 | 試 | 勝 | 分 | 敗 | 得 | 失 | 差  | 点 |
| -------- | ------ | ---- | -- | -- | -- | -- | -- | -- | --- | -- |
| 2011-12  | 3.SNL  | 1位  | 26 | 23 | 1  | 2  | 93 | 23 | +70 | 70 |
| 2012-13  | 2.SNL  | 1位  | 27 | 20 | 4  | 3  | 69 | 25 | +44 | 64 |
| 2013-14  | 1.SNL  | 5位  | 36 | 16 | 5  | 15 | 58 | 63 | −5  | 53 |
| 2014-15  | 1.SNL  | 5位  | 36 | 15 | 4  | 17 | 38 | 52 | −14 | 49 |
| 2015-16  | 1.SNL  | 9位  | 36 | 9  | 13 | 14 | 32 | 41 | −9  | 40 |
| 2016-17  | 2.SNL  | 10位 | 9  | 1  | 2  | 6  | 13 | 29 | −16 | 5  |